# Crivillén
Crivillén è un comune spagnolo di 122 abitanti situato nella comunità autonoma dell'Aragona.